# Sacrimoon
Sacrimoon ist ein italienisch-mexikanisches Depressive-Black-Metal-Duo.
Die Gruppe wurde 2012 von L. Nergot gegründet und veröffentlichte im selben Jahr das Debütalbum Life, Depression & Death bei Depressive Illusions Records, wo anschließend das Splitalbum Suicide Delusions mit Warground und  Cyhiraeth und eine EP folgten. Das dritte Album Reflections of My Suicide Melancholy war dann eine Gemeinschaftsproduktion der Musiklabels Vacula Productions und Wolfmond Production. Vier Jahre später (2019) erschien Lost in an Endless Delighted Illusion bei War Against Yourself. 
Zum Album Reflections of My Suicide Melancholy von 2015 schreiben sowohl Occult Black Metal Zine als auch Metalviewer, dass die Band Depressive Black Metal spielt. Die erstgenannten erkennen im Stil zudem Elemente von Post-Metal und Ambient.

## Diskografie
- 2012: Life, Depression & Death
- 2013: Suicide Delusions (Split-Album mit Warground und  Cyhiraeth)
- 2014: The End (Part 1) (EP)
- 2015: Reflections of My Suicide Melancholy
- 2019: Lost in an Endless Delighted Illusion